# Ginka Zagorčeva
Ginka Serafimova Zagorčeva-Bojčeva (bolgarsko Гинка Загорчева-Бойчева), bolgarska atletinja, * 12. april 1958, Plovdiv, Bolgarija.
Nastopila je na poletnih olimpijskih igrah leta 1988 in izpadla v prvem krogu teka na 100 m z ovirami. Na svetovnih prvenstvih je v isti disciplini osvojila naslov prvakinje leta 1987 in bronasto medaljo leta 1983, na svetovnih dvoranskih prvenstvih bronasto medaljo v teku na 60 m z ovirami leta 1987, kot tudi na evropskih prvenstvih v teku na 100 m z ovirami leta 1986, na evropskih dvoranskih prvenstvih pa srebrno in bronasto medaljo v teku na 60 m z ovirami. 8. avgusta 1987 je postavila svetovni rekord v teku na 100 m z ovirami s časom 12,25 s, ki je veljal eno leto.